# Municipio di Haarlem
Il Palazzo Comunale, in neerlandese: Stadhuis, sorge sul lato occidentale del vasto Grote Markt, la Piazza del Mercato, della città di Haarlem, nei Paesi Bassi.
Si presenta come un edificio composito che assembla parti medievali, rinascimentali e barocche.

## Storia e descrizione

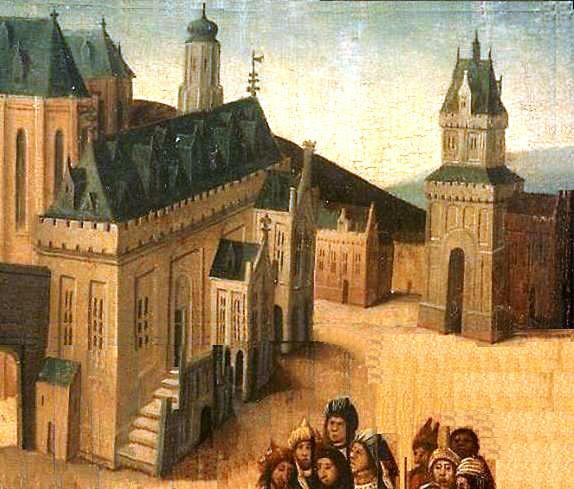
Veduta del Municipio dal particolare della tavola Cristo davanti Pilato di Jacob Bellaert, 1483-1486

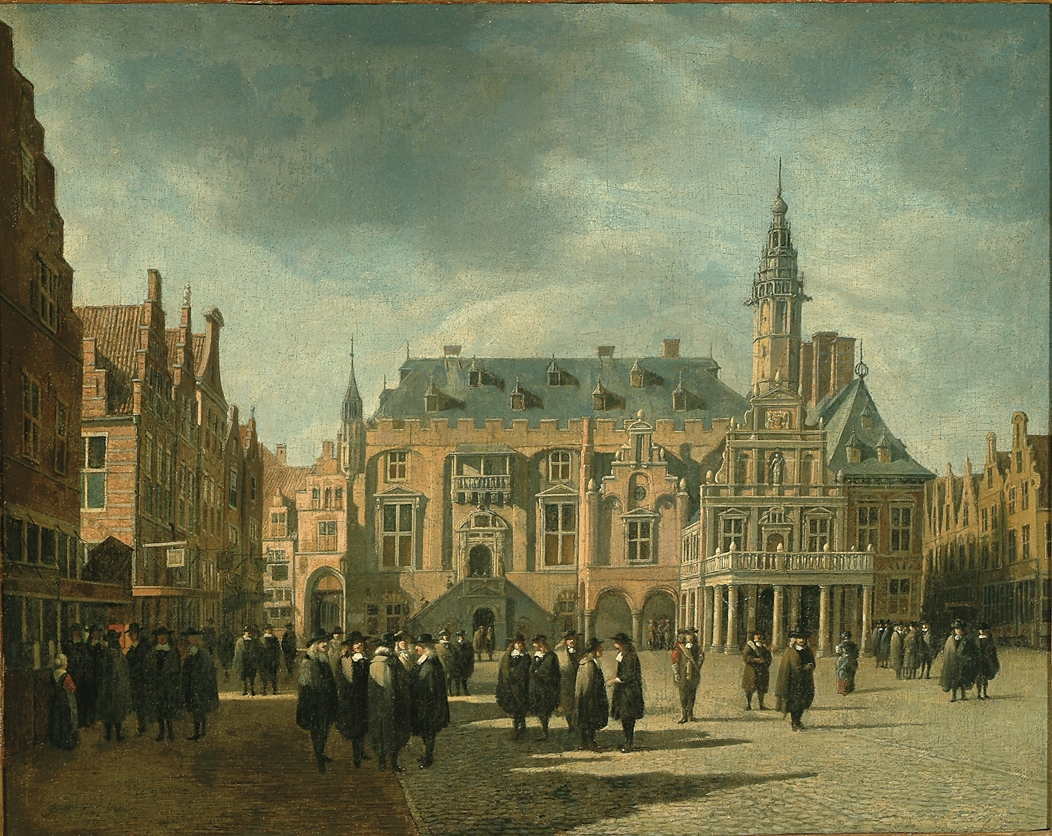
Il Municipio nel 1671 dalla tavola di Gerrit Berckheyde

Intorno al 1100 venne costruito in questo luogo un primo edificio in legno dai Conti d'Olanda, utilizzato per la caccia
Nel XIV secolo venne ricostruito in laterizi, inglobando anche una parte di un ex convento carmelitano, per essere adibito a castello. Il complesso, che serviva come centro militare e amministrativo, subì due grandi incendi, uno nel 1347 e l'altro nel 1351, che lo danneggiarono gravemente. Così il conte Guglielmo V d'Olanda decise di donarlo alla città.
L'edificio venne ricostruito con l'aspetto di un massiccio edificio rettangolare merlato e dotato di una torre civica atto ad assumere le funzioni di Municipio della città.
Nei secoli successivi venne continuamente rimaneggiato. La torre venne ricostruita fra il 1465 e il 1468, per poi essere demolita nel 1772 e ricostruita nel 1913.
Quando la città passò ai protestanti nel 1578, l'adiacente convento dei Domenicani venne annesso al municipio che venne notevolmente ingrandito. I complessi lavori di ristrutturazione vennero affidati al grande architetto fiammingo Lieven de Key, che ne disegnò l'insieme concependo anche un'ala completamente nuova in quello stile rinascimentale che secondo la tipica interpretazione olandese fonde strutture ancora goticheggianti a elementi rinascimentali e motivi già barocchi, il cosiddetto Rinascimento olandese. Il cantiere iniziò con la modifica della facciata tra il 1602 e il 1604; fra il 1622 e il 1630 si completò la ristrutturazione del complesso, e nel 1630-33 si rimodellò la parte sporgente della facciata dal tipico frontone e grande terrazza, quest'ultima demolita nel 1855.

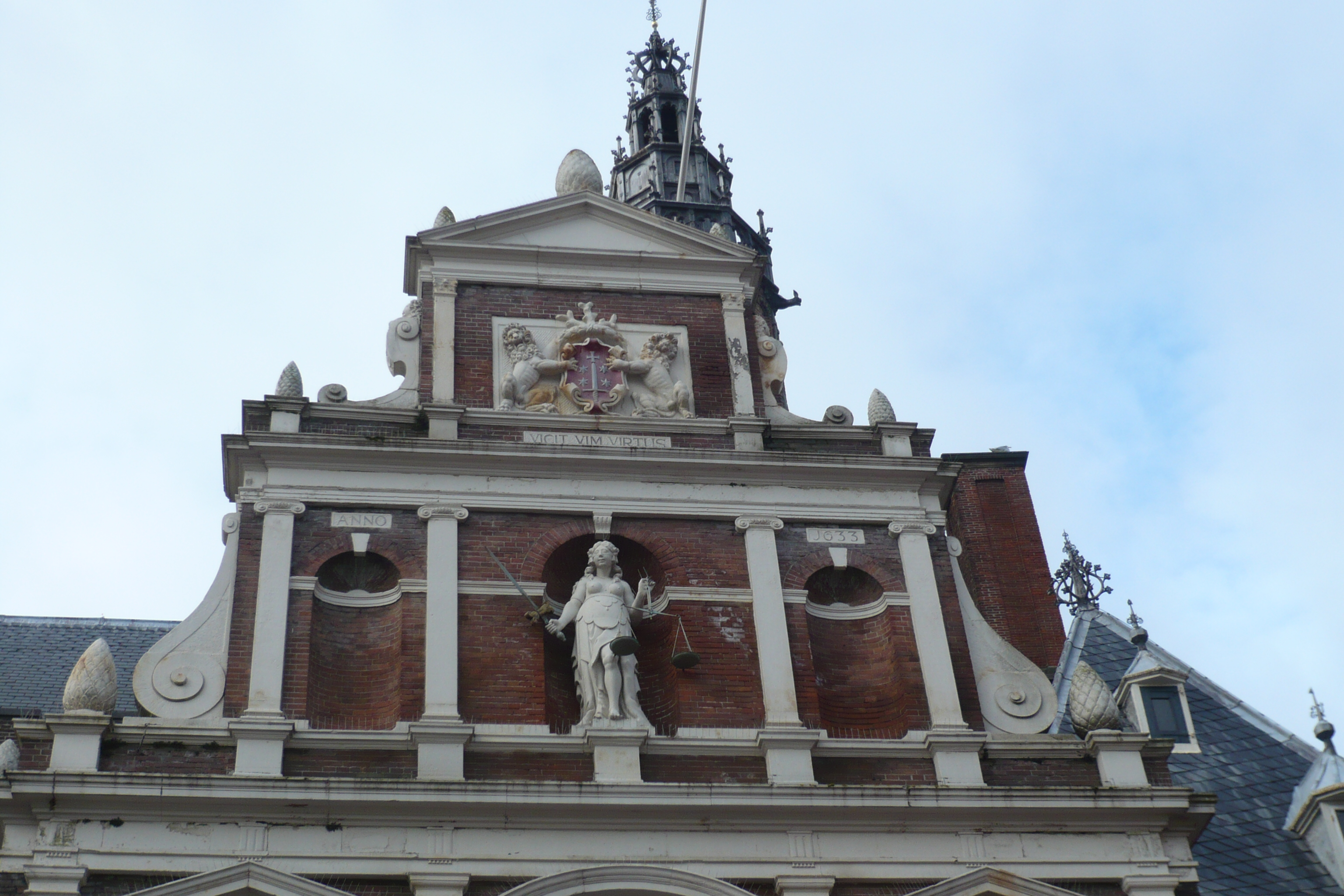
Il frontone del 1633

Tuttavia gli interni conservano ancora ambienti cinquecenteschi fra cui spicca al primo piano, la Gravenzaal, la grande "Sala dei Conti", dai ritratti dei Conti d'Olanda, copie del XVI secolo di affreschi più antichi presenti nel chiostro dei carmelitani; che presenta un bel soffitto ligneo a travi. Altre sale conservano soffitti dipinti e bei camini del 1620.
Il Municipio era anche il luogo d'incontro dell'alta società di Haarlem, tanto che la prestigiosa Società Olandese delle Scienze vi iniziò a organizzare i propri incontri a partire dal 1752 e vi fondò il Museo municipale di Storia naturale, in concorrenza col famoso Teylers Museum, fondato nel 1781. I tesori integrano oggi la collezioni del Frans Hals museum.